# Piper philodendrum
Piper philodendrum är en pepparväxtart som beskrevs av Henry Nicholas Ridley. Piper philodendrum ingår i släktet Piper och familjen pepparväxter. Inga underarter finns listade i Catalogue of Life.